# Charles Kleiber
Pour les articles homonymes, voir Kleiber.
Charles Kleiber, né le 9 décembre 1942 à Moutier (originaire de Benken) et mort le 14 janvier 2025 à Lausanne, est un architecte et haut fonctionnaire suisse.
Il joue un rôle important dans la réorganisation des services de la santé publique dans le canton de Vaud avant d'être nommé secrétaire d'État à la science et à la recherche au niveau fédéral.

## Biographie
Charles Kleiber naît le 9 décembre 1942 à Moutier dans le canton de Berne. Il est originaire de Benken dans le canton de Bâle-Campagne. Il est le fils de l'architecte Charles Kleiber.
Comme son père et son grand-père, il est architecte de formation, diplômé de l'École polytechnique fédérale de Lausanne en 1968. Il exerce l’architecture jusqu'à la fin des années 1970, à titre indépendant et comme conseil dans le domaine hospitalier. En 1978, il construit l’hôpital du pays d’Enhaut, petit hôpital en bois, utilisant l’énergie solaire. Parallèlement, il s'intéresse aux problèmes de l'incitation économique dans le domaine de la santé.[réf. nécessaire]
Il poursuit sa formation par un doctorat en économie de la santé à l'IDHEAP obtenu en 1990. Sa thèse, publiée en 1992 par les Éditions Payot, porte sur l'organisation sanitaire vaudoise et porte le titre « Questions de soins : essai sur l'incitation économique à la performance dans les services de soins ». De 1982 à 1989, il est chef du Service de santé publique et de la planification sanitaire du canton de Vaud. Il est ensuite nommé directeur général du Centre hospitalier universitaire vaudois (CHUV). En 1997, le Conseil fédéral le nomme secrétaire d'État à la science et à la recherche. Il devient directeur du nouveau Secrétariat d’État à l'éducation et à la recherche en 2005. Il prend sa retraite en 2007, remplacé par Mauro Dell'Ambrogio.

### Autres mandats et activités
Charles Kleiber préside le Conseil de fondation de la Manufacture, la Haute école de théâtre de Suisse romande, de 2007 à 2017. Il est également président de la Fondation de l'Institut suisse de Rome de 2008 à 2016[réf. nécessaire], membre du Conseil d’administration du CNRS de 2010 à 2014 et vice-président du comité du Conseil international de gouvernance des risques (de) de 2010 à 2012.
Il préside par ailleurs de 2012 à 2014 le conseil d’administration de l’Hôpital du Valais, poste dont il démissionne en raison de conflits importants.
En 2021, il crée l'association Disputons-Nous, qui a pour but de mettre sur pied ou de soutenir l'organisation de débats sur les grands thèmes de société. Les 29 et 30 octobre 2021, l'association organise à Lausanne la première édition de La Dispute — terme faisant référence aux Disputes religieuses du XVIe siècle, en particulier celle de Lausanne — sur la thématique de la haine. En 2022, une deuxième dispute a lieu au Musée cantonal des Beaux-Arts, en lien avec l'exposition temporaire Résister, encore. Cette deuxième édition propose des débats sur la migration, le genre et la démocratie. En 2023, les Disputes de Rumine sont organisées sous forme de procès fictifs et jugent la voiture, l'hôpital, la frontière et la croissance. L'événement réunit environ 2 000 personnes au Palais de Rumine. En 2024, les Disputes font le procès de l'agriculture et de la médecine.

### Prises de positions
Charles Kleiber critique publiquement le système de santé suisse, en particulier le système de financement à l'acte. Selon lui, ce système de financement entraîne une surenchère d'activité et introduit un surcoût. Il plaide pour un système de financement par tête d'habitant en lieu et place de la taxation à l'acte.

## Publications
- Créer, Lausanne, Éditions Favre, 2006, 112 p. (ISBN 978-2-8289-0901-7, présentation en ligne)
- De la joie de connaître : Une anthologie provisoire, Lausanne, EPFL Press, 2007, 143 p. (ISBN 9782880747596, présentation en ligne)

## Courts-métrages
Charles Kleiber réalise deux films en 2016 : 
- La démocratie à l’épreuve de la mondialisation[16], dans lequel il soutient que la mondialisation et le populisme mettent à l’épreuve la démocratie[17]
- Ailleurs[18], dans lequel il interroge la question de la migration humaine à l'aune de la mondialisation[19].